# Zaireichthys kavangoensis
Zaireichthys kavangoensis är en fiskart som beskrevs av Eccles, Tweddle och Skelton 2011. Zaireichthys kavangoensis ingår i släktet Zaireichthys och familjen Amphiliidae. Inga underarter finns listade i Catalogue of Life.